# Entente florale Europe
 (mars 2025).
Motif : Où sont les sources secondaires, centrées et indépendantes qui montrent que les critères d'admissibilité sont atteints ? Ni le site de l'Entente florale, ni ceux des organisateurs nationaux (Concours des villes et villages fleuris pour l'entité française) ne conviennent.
- Archive Wikiwix
- Bing
- Cairn
- DuckDuckGo
- E. Universalis
- Gallica
- Google
- G. Books
- G. News
- G. Scholar
- Persée
- Qwant
- (zh) Baidu
- (ru) Yandex
- (wd) trouver des œuvres sur Wikidata

| 1. | Préciser le motif de la pose du bandeau. | Précisez le motif de la pose du bandeau en utilisant la syntaxe suivante : {{admissibilité à vérifier\|date=avril 2025\|motif=remplacez ce texte par le motif}}                             |
| 2. | Informer les utilisateurs concernés.     | Pensez à avertir le créateur de l'article, par exemple, en insérant le code ci-dessous sur sa page de discussion : {{subst:avertissement admissibilité à vérifier\|Entente florale Europe}} |

 (mars 2025).
Si vous disposez d'ouvrages ou d'articles de référence ou si vous connaissez des sites web de qualité traitant du thème abordé ici, merci de compléter l'article en donnant les références utiles à sa vérifiabilité et en les liant à la section « Notes et références ».
 (mars 2025).
L'Entente florale Europe ([ɑ̃.tɑ̃t flɔʁal ø.ʁɔp], Flowery Alliance of Europe) est un concours international horticole créé pour les communes et les villages d'Europe connus pour l'excellence de leurs fleurissements. Des trophées sont décernés chaque année par les offices de tourisme et les sociétés horticoles des pays européens. Il existe trois catégories :
- "Grandes villes" (population de plus de 30 000)
- "Villes moyennes" (population de 5 000 à 30 000)
- "Petites villes et villages" (population inférieure à 5 000)[1].

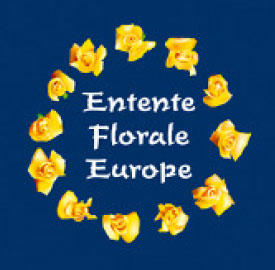
Logo de l'Entente florale.

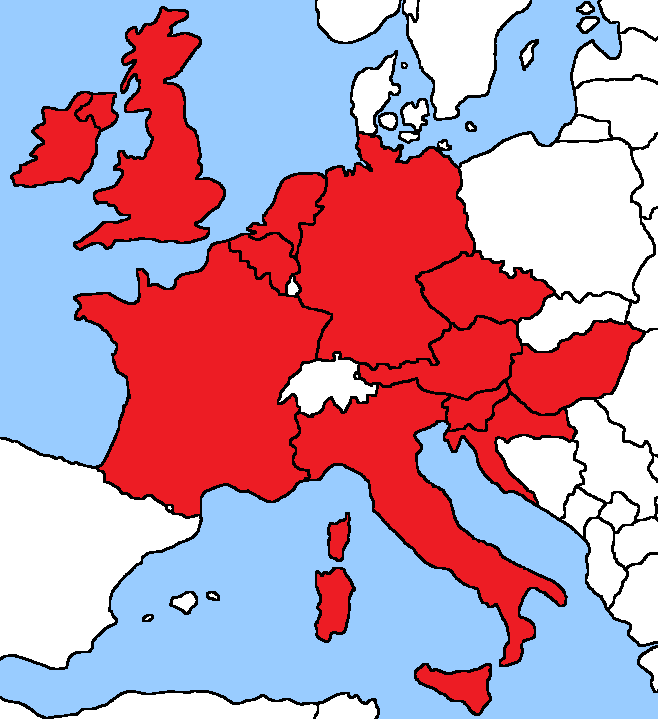
Carte des pays participant à l'Entente florale.

## Histoire
L'Entente florale Europe est un concours de villes et villages. Le nom du concours fait référence à l'Entente cordiale (Friendly Understanding, 1904). Chaque pays participant propose une ville et un village représentatifs. La ville et le village sont visités par le jury pour une évaluation. Le concours a été fondé en 1975, initialement entre la Grande-Bretagne et la France. À l'heure actuelle, onze pays en sont membres et d'autres demandes sont en cours de traitement.
En 1996, une association internationale sans but lucratif (AISBL) a été fondée sous le nom de Association européenne pour le fleurissement et le paysage, avec pour responsabilité l'organisation générale de la compétition et obtenir le soutien des instances officielles des différents pays. L'AEFP est constituée en vertu de la loi belge du 8 septembre 1997, les statuts ont été publiés au Moniteur belge le 8 septembre 1998. Les statuts modifiés, par la loi du 2 mai 2002, ont été publiés au Moniteur belge le 28 avril 2006.
Depuis 1998, sous l'égide de l'Association européenne pour le fleurissement et le paysage, l'association et le concours Entente florale Europe sont ouverts à tous les pays de l'Union européenne ainsi qu'aux membres de l'AELE (Association européenne de libre-échange).
Le concours bénéficie du soutien de l'Association internationale des producteurs horticoles (AIPH) depuis sa création. Dans chaque pays, le concours est soutenu et organisé par les ministères/départements de l'agriculture, du tourisme, ainsi que des organismes et associations horticoles.
Le président représente l'association pendant deux ans. Chaque président successif sera d'un pays différent, par ordre alphabétique.

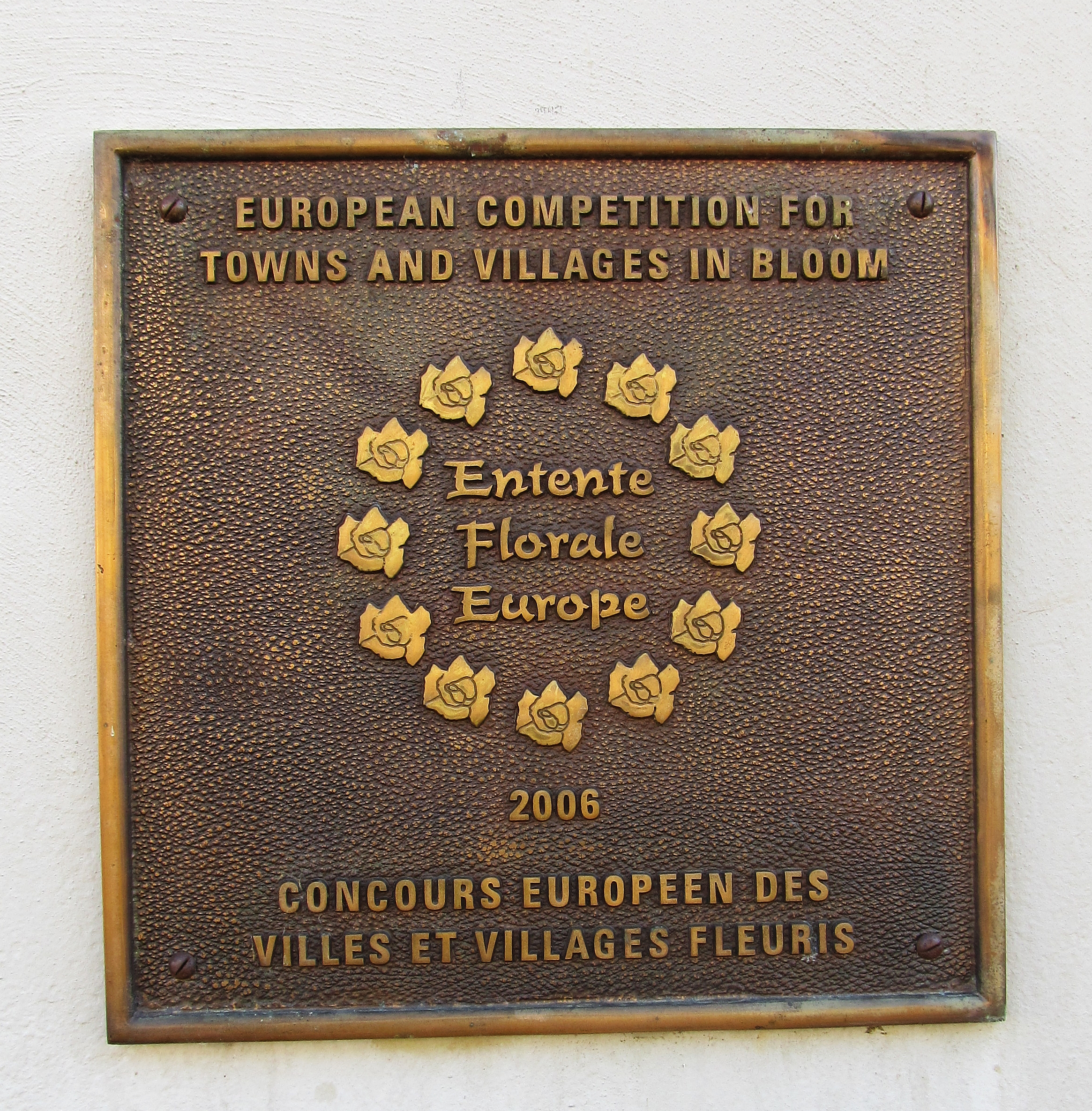
Plaque commémorative à Eguisheim, médaille d'or, catégorie villages, 2006.

## Participation
Qui peut participer ?
Le concours est ouvert à tous les pays de l'Union européenne et de l'AELE sous réserve d'approbation par le conseil d'administration de l'AEFP. Trois catégories sont représentées, chaque pays membre peut présenter deux candidats de deux catégories différentes.
- Villes/Cités (population de plus de 30 000 habitants)
- Villes (population entre 5 000 et 30 000 habitants)
- Villages (population inférieure à 5 000 habitants)

Comment et quand participer ?
- Les candidatures sont déposées par l'organisme national chargé du concours.
- Les nouveaux membres sont élus par le conseil d'administration de l'AEFP, à la majorité simple, lors de ses réunions semestrielles (mars et septembre).
- La notification des participants doit parvenir au secrétariat avant le 31 décembre de l'année précédant le concours.

## Lauréats[3]

### Villes/Cités
| Année | Autriche                                 | Belgique                                 | Croatie                                  | République tchèque                       | France                                   | Allemagne                                | Hongrie                                  | Irlande                                               | Italie                                   | Pays-Bas                                 | Slovénie                                 | Royaume-Uni                              |
| 2022  | -                                        | Dixmude Or                               | -                                        | -                                        | -                                        | -                                        | Orfű Argent                              | -                                                     | -                                        | -                                        | -                                        | -                                        |
| 2021  | Reporté[réf. souhaitée] à cause du Covid | Reporté[réf. souhaitée] à cause du Covid | Reporté[réf. souhaitée] à cause du Covid | Reporté[réf. souhaitée] à cause du Covid | Reporté[réf. souhaitée] à cause du Covid | Reporté[réf. souhaitée] à cause du Covid | Reporté[réf. souhaitée] à cause du Covid | Reporté[réf. souhaitée] à cause du Covid              | Reporté[réf. souhaitée] à cause du Covid | Reporté[réf. souhaitée] à cause du Covid | Reporté[réf. souhaitée] à cause du Covid | Reporté[réf. souhaitée] à cause du Covid |
| 2020  | Reporté[réf. souhaitée] à cause du Covid | Reporté[réf. souhaitée] à cause du Covid | Reporté[réf. souhaitée] à cause du Covid | Reporté[réf. souhaitée] à cause du Covid | Reporté[réf. souhaitée] à cause du Covid | Reporté[réf. souhaitée] à cause du Covid | Reporté[réf. souhaitée] à cause du Covid | Reporté[réf. souhaitée] à cause du Covid              | Reporté[réf. souhaitée] à cause du Covid | Reporté[réf. souhaitée] à cause du Covid | Reporté[réf. souhaitée] à cause du Covid | Reporté[réf. souhaitée] à cause du Covid |
| 2019  | -                                        | Wavre Argent Audenarde Or                | -                                        | -                                        | -                                        | Bad Saulgau Or                           | -                                        | -                                                     | -                                        | -                                        | -                                        | -                                        |
| 2018  | -                                        | Nivelles Or Beveren Argent               | -                                        | -                                        | -                                        | Papenbourg Or                            | Veszprém Argent                          | -                                                     | -                                        | -                                        | -                                        | -                                        |
| 2017  | Schwaz Or                                | Hamont-Achel Argent                      | -                                        | Brno Or                                  | -                                        | Duchroth Or                              | Kaposvár Argent                          | Glaslough Or Abbeyleix Argent Prix de la Biodiversité | -                                        | Beek en Donk Or                          | Piran Argent Žalec Or                    | -                                        |
| 2016  | Bad Ischl Or                             | Turnhout Argent                          | -                                        | Slavkov u Brna Argent                    | -                                        | Wangerland Argent                        | Mosonmagyaróvár Argent                   | Tullamore Or                                          | -                                        | Dalfsen Or                               | -                                        | -                                        |
| 2015  | Mödling Or                               | Genk Argent                              | -                                        | -                                        | -                                        | Rheinfelden Or                           | Siófok Argent                            | Trim Or                                               | Mérano Or                                | Berg-op-Zoom Or                          | Slovenj Gradec Or                        | Henley Argent                            |
| 2014  | -                                        | Eeklo Argent                             | Đakovo Bronze                            | -                                        | -                                        | Kitzingen Or                             | Gyula Or                                 | Tralee Or                                             | Neviglie Argent                          | Amstelveen Or                            | Slovenske Konjice Argent                 | Édimbourg Or                             |
| 2013  | Kufstein Argent                          | Saint-Nicolas Argent                     | Zagreb Argent                            | -                                        | -                                        | Dresde Or                                | Hévíz Argent                             | Ballincollig Argent                                   | Spello Argent                            | Weert Or                                 | Bled Argent                              | Birmingham Or                            |
| 2012  | Fürstenfeld Argent                       | La Louvière; Hoogstraten Or              | Osijek Bronze                            | Uherské Hradiště Argent                  | -                                        | -                                        | Százhalombatta Argent                    | Clonmel Argent                                        | Savillan Argent                          | Ermelo Argent                            | Ptuj Bronze                              | Bristol; Rustington Or                   |
| 2011  | Neusiedl am See Argent                   | Furnes Or                                | Varaždin Argent                          | Broumov[Lequel ?] Argent                 | -                                        | Bad Langensalza Or                       | Balatonfüred Argent                      | Drogheda Argent                                       | Grado Or                                 | Deventer Or                              | -                                        | Tameside Argent                          |
| 2010  | Kirchschlag in der Buckligen Welt Silver | Hasselt Silver                           | Požega certificat commémoratif           | Havířov Silver                           | Beauvais Silver                          | Westerstede Gold                         | Sopron Silver                            | Carrick-on-Shannon Gold                               | Veillane Silver                          | Flardingue Gold                          | Mozirje Silver + Lucia Cikes award       | Stockton-on-Tees Gold                    |
| 2009  | Deutschlandsberg Argent + special award  | Nieuport Argent                          | Mali Lošinj Argent                       | Krnov Argent                             | -                                        | Weimar Argent + special award            | Szombathely Argent                       | Dundalk Argent                                        | Veillane Argent                          | Arnhem Or                                | Kamnik Argent                            | Buxton Argent                            |
| 2008  | Tulln Gold                               | Arlon Silver                             | Split Silver                             | Kyjov[Lequel ?] Silver                   | Tours Gold                               | Düsseldorf Gold                          | Gyula Silver                             | Letterkenny Gold                                      | Cervia Gold                              | Uden Gold                                | Rogaška Slatina Silver                   | Plymouth Silver                          |
| 2007  | -                                        | Malines Gold                             | Biograd Silver                           | Tábor Silver                             | Nancy Gold                               | Münster Gold                             | Eger Gold                                | Killarney Gold                                        | Omegna Bronze                            | Amersfoort Gold                          | Novo Mesto Bronze + special award        | Shrewsbury Gold                          |
| 2006  | Linz Gold                                | Courtrai Gold                            | Opatija Silver                           | Plzeň Silver                             | Beaune Gold                              | Kiel Gold                                | Nagyatád Gold                            | Kilkenny Silver                                       | Alba Bronze                              | Zwolle Gold                              | Šenčur Bronze                            | Cardiff Gold                             |
| 2005  | Baden Gold                               | Middelkerke Silver                       | Rab Silver                               | Litomyšl Silver                          | Le Plessis-Robinson Gold                 | Potsdam Gold                             | Makó Silver                              | Lismore Gold                                          |                                          | Bois-le-Duc Silver                       | Radenci Bronze                           | Sheffield Gold                           |
| 2004  | Donaustadt Gold                          | Lochristi Silver                         | Velika Gorica Silver                     | Brno Silver                              | Cahors Gold                              | Bad Kissingen Gold                       | Kaposvár Gold                            | Westport Gold                                         |                                          | Enschede Silver                          | Žalec Silver                             | Bridgnorth Silver                        |
| 2003  | Kindberg Gold                            | -                                        | Kaštela Bronze                           | Prachatice Silver                        | Hyères Gold                              | Bad Säckingen Gold                       | Zalakaros Silver                         | Malahide Gold                                         |                                          | Venlo Gold                               | Slovenj Gradec Silver                    | Harrogate Gold + Lucia Cikes award       |
| 2002  | Pinkafeld Gold                           | Tielt Silver                             |                                          | Frýdek-Místek Bronze                     | Évian-les-Bains Gold                     | Celle Silver                             | Paks Silver                              | Ennis Gold                                            |                                          | Alphen-sur-le-Rhin Gold                  | Ptuj Silver                              | Bath Silver                              |
| 2001  | Tulln Gold                               | Gand Silver                              |                                          |                                          | Limoges Gold                             | Luckau Silver                            | Győr Silver                              | Killarney Silver                                      |                                          | Sittard Silver                           | Kamnik Gold                              | Sunderland Gold                          |
| 2000  | Frohnleiten Gold                         | Schoten Silver                           |                                          |                                          | Grande-Synthe Silver                     | Heilbronn Gold                           | Sárospatak Silver                        | Letterkenny Bronze                                    |                                          | Leusden Silver                           | Nova Gorica Bronze                       | Solihull Gold                            |
| 1999  | Sankt Veit an der Glan Silver            | Audenarde Silver                         |                                          |                                          | Cesson-Sévigné Gold                      | Fulda Gold                               | Tata Silver                              | Westport Silver                                       |                                          | Doetinchem Silver                        | Velenje Gold                             | Wetherby Gold                            |
| 1998  | Kitzbühel Silver                         | Blankenberghe Bronze                     |                                          |                                          | Montbéliard Gold                         | Rheda-Wiedenbrück Silver                 | Hévíz Silver                             | Kilkenny Silver                                       |                                          | Voorburg Silver                          | Slovenske Konjice Gold                   | Nottingham Gold                          |
| 1997  | Kindberg Silver                          | Diest Bronze                             |                                          |                                          | Rueil-Malmaison Gold                     | Augsbourg Gold                           | Siófok Gold                              | Ennis Argent                                          |                                          | Veenendaal Or                            |                                          | Oxford Argent                            |
| 1996  | Brégence Silver                          | Malmedy Gold                             |                                          |                                          | Cabourg Silver                           | Duderstadt Silver                        | Székesfehérvár Silver                    | Skerries Gold                                         |                                          | Bréda Bronze                             |                                          | Barnstaple Gold                          |
| 1995  | Köflach                                  | Bruges                                   |                                          |                                          | Mâcon                                    | Grevenbroich                             | Sárvár                                   | Clonakilty                                            |                                          | Heiloo                                   |                                          | Bournemouth                              |
| 1994  | Tulln                                    | Roulers                                  |                                          |                                          | Metz                                     | Bürchau                                  | Balatonföldvár                           | Letterkenny                                           |                                          | -                                        |                                          | Perth                                    |
| 1993  | Hall                                     | Enghien                                  |                                          |                                          | Le Touquet-Paris-Plage                   |                                          | Veszprém                                 | Kenmare                                               |                                          | Driebergen                               |                                          | Port Sunlight                            |
| 1992  | Sankt Jakob im Walde                     | Eupen                                    |                                          |                                          | Aix-les-Bains                            |                                          | Eger                                     | Westport                                              |                                          | Thorn                                    |                                          | Saint-Ivesll                             |
| 1991  | Steinfurt                                | Malmedy                                  |                                          |                                          | Beaune                                   |                                          | Kecskemét                                | Limerick                                              |                                          | -                                        |                                          | Saintfield                               |
| 1990  | Frohnleiten                              | Saint Kathrein Spa                       |                                          |                                          | Les Avirons                              |                                          | Budapest                                 | Malahide                                              |                                          | Voorst                                   |                                          | Telford                                  |
| 1989  | Baden                                    | Hasselt                                  |                                          |                                          | Angers                                   |                                          |                                          | Carlow                                                |                                          | Asten                                    |                                          | Bury St. Edmunds                         |
| 1988  | Brégence                                 | Genk                                     |                                          |                                          | Épinal                                   |                                          |                                          | Killarney                                             |                                          | Dordrecht                                |                                          | Stratford upon Avon                      |
| 1987  | Pottenbrunn                              | Ossogne                                  |                                          |                                          | Créteil                                  |                                          |                                          | Kill                                                  |                                          |                                          |                                          | Shrewsbury                               |
| 1986  | Klagenfurt                               | Bruges                                   |                                          |                                          | Cabourg                                  |                                          |                                          | Kinsale                                               |                                          |                                          |                                          | Torquay                                  |
| 1985  | -                                        | Westrozebeke                             |                                          |                                          | Mareil-sur-Loir                          |                                          |                                          | Ardee                                                 |                                          |                                          |                                          | Sampford Courtenay                       |
| 1984  | Mönichwald                               | -                                        |                                          |                                          | Ferrières-les-Bois                       |                                          |                                          | Galway                                                |                                          |                                          |                                          | Kelso                                    |
| 1983  | Leoben                                   | Hasselt                                  |                                          |                                          | Vélizy-Villacoublay                      |                                          |                                          | Birr                                                  |                                          |                                          |                                          | Eastbourne                               |
| 1982  | Wenigzell                                | Profondeville                            |                                          |                                          | Viriat                                   |                                          |                                          | Kilkenny                                              |                                          |                                          |                                          | Dary                                     |
| 1981  | Millstatt                                | Courtrai                                 |                                          |                                          | Courrières                               |                                          |                                          | Malahide                                              |                                          |                                          |                                          | Exeter                                   |
| 1980  | Vienne                                   | Durbuy                                   |                                          |                                          | Nantes                                   |                                          |                                          |                                                       |                                          |                                          |                                          | York                                     |
| 1979  | Reith im Alpbachtal                      | Bruges                                   |                                          |                                          | Vichy                                    |                                          |                                          |                                                       |                                          |                                          |                                          | St Andrews                               |
| 1978  |                                          | Anvers; Duffel                           |                                          |                                          | Orléans; Thonon-les-Bains                |                                          |                                          |                                                       |                                          |                                          |                                          | Bath; Aberdyfi                           |
| 1977  |                                          | Bruxelles; Louvain                       |                                          |                                          | Cannes; Yvoire                           |                                          |                                          |                                                       |                                          |                                          |                                          | Harrogate; Falmouth                      |
| 1976  |                                          | Courtrai; Gand                           |                                          |                                          | Nice; Évian-les-Bains                    |                                          |                                          |                                                       |                                          |                                          |                                          | Douglas                                  |
| 1975  |                                          |                                          |                                          |                                          | Châtillon-sur-Chalaronne                 |                                          |                                          |                                                       |                                          |                                          |                                          | Aberdeen; Nantwich                       |

### Villages
| Année                           | Autriche                     | Belgique                | Croatie                     | République tchèque            | France                        | Allemagne                       | Hongrie                              | Irlande                         | Italie                                    | Pays-Bas                         | Slovénie                         | Royaume-Uni                              |
| 2022                            | Bad Sauerbrunn Or            | -                       | -                           | Dobrochov Or                  | -                             | Bollstedt Argent                | Veresegyház Argent Székesfehérvár Or | Keadue Or                       | -                                         | -                                | -                                | -                                        |
| 2021 - reporté à cause du Covid |                              |                         |                             |                               |                               |                                 |                                      |                                 |                                           |                                  |                                  |                                          |
| 2020 - reporté à cause du Covid |                              |                         |                             |                               |                               |                                 |                                      |                                 |                                           |                                  |                                  |                                          |
| 2019                            | Pusterwald Or Leobersdorf Or | -                       | -                           | Ostopovice Or                 | -                             | Weyher Argent                   | Nagykőrös Argent Csemő Argent        | Listowel Argent Mulranny Argent | Fai della Paganella Argent Molveno Argent | Twello Or                        | -                                | -                                        |
| 2018                            | Dienten am Hochkönig Argent  | -                       | -                           | Poříčí u Litomyšle Or         | -                             | Vrees Or                        | Lajoskomárom Argent                  | Dungarvan Argent Inistioge Or   | Cabella Ligure Argent Ingria Argent       | -                                | Zreče Or Črna na Koroškem Argent | -                                        |
| 2017                            | Sankt Anton am Arlberg Or    | -                       | -                           | Kostelní Lhota Argent         | -                             | -                               | Tihany Or                            | Glaslough Or Abbeyleix Argent   | Pomaret Argent Faedo Argent               | -                                | -                                | -                                        |
| 2016                            | -                            | -                       | -                           | Hrušky[Lequel ?] Argent       | -                             | -                               | Dunakiliti Argent                    | Straffan Argent                 | -                                         | Ootmarsum Argent                 | Šmarješke Toplice Argent         | -                                        |
| 2015                            | -                            | -                       | -                           | Modrá Argent                  | -                             | Wieden Argent                   | Balatongyörök Or                     | Kilrush Or                      | La Magdeleine Bronze                      | Beesel Argent                    | Radlje ob Dravi Argent           | -                                        |
| 2014                            | Haus Or                      | -                       | Nin Argent                  | Cehnice Or                    | -                             | Sommerach Or                    | Zebegény Argent                      | Dromod Argent                   | Usseaux Argent                            | Zuidlaren Or                     | Velika Polana Gold               | Bournemouth Or                           |
| 2013                            | Söll Argent                  | -                       | -                           | Dolní Břežany Argent          | -                             | Kirchbach Argent                | Csopak Argent                        | Clonegal Or                     | Étroubles Or                              | Bergeijk Or                      | Podčetrtek Or                    | -                                        |
| 2012                            | Gamlitz Or                   | -                       | -                           | Drmoul                        | -                             | Dötlingen                       | Lövő                                 | Abbeyshrule                     | Sordevolo                                 | Dwingeloo                        | Cerklje                          | -                                        |
| 2011                            | Rennweg am Katschberg Or     | -                       | -                           | Smržice Argent                | -                             | Wiesenburg Argent               | Paloznak Argent                      | Clonegal Or                     | Transacqua Argent                         | Elburg Argent                    | -                                | -                                        |
| 2010                            | Reichenau an der Rax Argent  | Ittre Argent            | Sveti Martin na Muri Argent | Studenec Argent               | Guyencourt-Saulcourt Or       | Banzkow Argent                  | Lipót Or                             | Emly Argent                     | Stresa Argent                             | Helenaveen (Deurne) Argent       | Šentjernej Argent                | St. Brelade Or                           |
| 2009                            | Mooskirchen Or               | Gouvy Argent            | Molve Argent                | Mořice Argent + special award | -                             | Rieth Argent                    | Gelse Argent + special award         | Clonakilty Or                   | Pré-Saint-Didier Or                       | L'Écluse Argent                  | Olimje Or                        | Forres Or                                |
| 2008                            | Hanfthal Argent              | Zwevegem Or             | Novi Vinodolski Argent      | Tvarožná Lhota Argent         | Aubigny-sur-Nère Argent       | Rehinghausen Argent             | Tápiógyörgye Argent                  | Tallanstown Or                  | Bergolo Argent                            | Beek/Ubbergen Bronze             | Medana Bronze                    | Garstang Or                              |
| 2007                            | Donnersbach Or               | Flohimont Bronze        | Primošten Or                | Zálší Bronze                  | Gélaucourt Argent             | Gersbach Or                     | Noszvaj Bronze                       | Birdhill Or                     | Limone Piemonte Or                        | Haren Bronze + Lucia Cikes award | Smlednik Argent + special award  | Falkland, Fife Or                        |
| 2006                            | Virgen Or                    | Sohier Argent           | Skradinski Buk Bronze       | Svojšín Bronze                | Eguisheim Or                  | Brokeloh Or                     | Orfű Bronze                          | Aughrim Or                      | Cella Monte Silver                        | Wijhe Silver                     | Križeča vas Argent               | Usk Argent                               |
| 2005                            | Hornsburg Or                 | Villers-la-Ville Bronze | Brela Bronze                | Písečná Or                    | Oger Or                       | Bertsdorf-Hörnitz Or            | Ruzsa Bronze                         | Glenties Argent                 | -                                         | Oosterbeek Or                    | Radenci Bronze                   | St Ives; Carbis Bay Or                   |
| 2004                            |                              |                         |                             |                               | Cayriech Or                   | Nußdorf am Inn Or               |                                      |                                 |                                           |                                  | Šentjernej Argent                | Darley Or                                |
| 2003                            |                              |                         |                             |                               | Bormes-les-Mimosas Or         | Neuenweg Argent                 |                                      |                                 |                                           |                                  | Zreče Argent                     |                                          |
| 2002                            | Antau                        | Omal/Geer               |                             | Telecí                        | Yvoire Argent                 | Päse Or                         | Géderlak                             | Stradbally                      |                                           | Ommen                            | Kostanjevica na Krki Argent      | Thorpe Salvin                            |
| 2001                            |                              |                         |                             |                               | Saint-Hilaire-les-Places Gold | Obercunnersdorf Gold            |                                      | Leighlinbridge Gold             |                                           | Dreischor Gold                   | Spodnja Idrija Silver            |                                          |
| 2000                            |                              |                         |                             |                               | Saint-Aubin Silver            | Immenstaad-Kippenhausen Silver  |                                      | Clonakilty Gold                 |                                           | Rhode-Saint-Oude Gold            | Podčetrtek Silver                |                                          |
| 1999                            |                              |                         |                             |                               | Juvigné Gold                  | Schweickershausen Silver        |                                      | Clonakilty Gold                 |                                           |                                  |                                  |                                          |
| 1998                            |                              |                         |                             |                               | Rougegoutte Silver            | Bruchhausen Gold                |                                      |                                 |                                           |                                  | Žiče Bronze                      |                                          |
| 1997                            |                              |                         |                             |                               | Forest-l'Abbaye Bronze        | Horsdorf Or                     |                                      |                                 |                                           |                                  |                                  |                                          |
| 1996                            |                              |                         |                             |                               | La Vraie-Croix Or             | Rambach Argent                  |                                      | Skerries Or                     |                                           |                                  |                                  |                                          |
| 1995                            |                              |                         |                             |                               |                               | Veldenz Certificat d'excellence |                                      |                                 |                                           |                                  |                                  |                                          |
| 1994                            |                              |                         |                             |                               |                               | Bürchau Certificat d'excellence |                                      |                                 |                                           |                                  |                                  | Broughshane                              |
| 1991                            |                              |                         |                             |                               |                               |                                 |                                      |                                 |                                           |                                  |                                  | Saintfield                               |
| 1990                            |                              |                         |                             |                               |                               |                                 |                                      |                                 |                                           |                                  |                                  | Forres                                   |
| 1989                            |                              |                         |                             |                               |                               |                                 |                                      |                                 |                                           |                                  |                                  | Market Bosworth                          |
| 1988                            |                              |                         |                             |                               |                               |                                 |                                      |                                 |                                           |                                  |                                  | St Florence                              |
| 1987                            |                              |                         |                             |                               |                               |                                 |                                      |                                 |                                           |                                  |                                  | Sorn                                     |
| 1986                            |                              |                         |                             |                               |                               |                                 |                                      |                                 |                                           |                                  |                                  | Moira                                    |
| 1985                            |                              |                         |                             |                               |                               |                                 |                                      |                                 |                                           |                                  |                                  | Sampford Courtenay                       |
| 1984                            |                              |                         |                             |                               |                               |                                 |                                      |                                 |                                           |                                  |                                  | Lympstone                                |
| 1983                            |                              |                         |                             |                               |                               |                                 |                                      |                                 |                                           |                                  |                                  | Lund                                     |
| 1982                            |                              |                         |                             |                               |                               |                                 |                                      |                                 |                                           |                                  |                                  | Pateley Bridge                           |
| 1981                            |                              |                         |                             |                               |                               |                                 |                                      |                                 |                                           |                                  |                                  | Killingworth                             |
| 1980                            |                              |                         |                             |                               |                               |                                 |                                      |                                 |                                           |                                  |                                  | Warrington                               |
| 1979                            |                              |                         |                             |                               |                               |                                 |                                      |                                 |                                           |                                  |                                  | Holywell                                 |
| 1978                            |                              |                         |                             |                               |                               |                                 |                                      |                                 |                                           |                                  |                                  | Pateley BridgeNote 1; Sidmouth; Aberdyfi |
| 1977                            |                              |                         |                             |                               |                               |                                 |                                      |                                 |                                           |                                  |                                  | Falmouth; Wolviston                      |
| 1976                            |                              |                         |                             |                               |                               |                                 |                                      |                                 |                                           |                                  |                                  | Colwyn Bay; Leven                        |
| 1975                            |                              |                         |                             |                               |                               |                                 |                                      |                                 |                                           |                                  |                                  | Clovelly et Edzell                       |